# Notophyllia hecki
Espèce
Statut CITES
Notophyllia hecki est une espèce de coraux appartenant à la famille des Dendrophylliidae.